# Траян (генерал)
Вижте пояснителната страница за други личности с името Траян.
Траян (на латински: Traianus; † 9 август 378, Адрианопол) е римски военачалник при император Валент, паднал убит в битката при Адрианопол.
През 367 и 368 г. той служи при дукса (dux) на Египет. Между 371 и 374 г. e comes rei militaris на Изтока и се бие против сасанидите. През 374 г. командва римската войска в Армения.
Получава титлата magister peditum и е изпратен 377 г. в Тракия да се бие против готите. С генерал Профутур и западноримския военачалник Рикомер участва през септември 377 г. в битката при Ад Салицес против вестготите с командир Фритигерн. След това заедно с кавалерията на magister equitum Флавий Сатурнин блокира прохода в Стара планина, откъдето трябва да минат готите.
В последвалата битка при Адрианопол на 9 август 378 година той е убит.